# Хлудневская игрушка

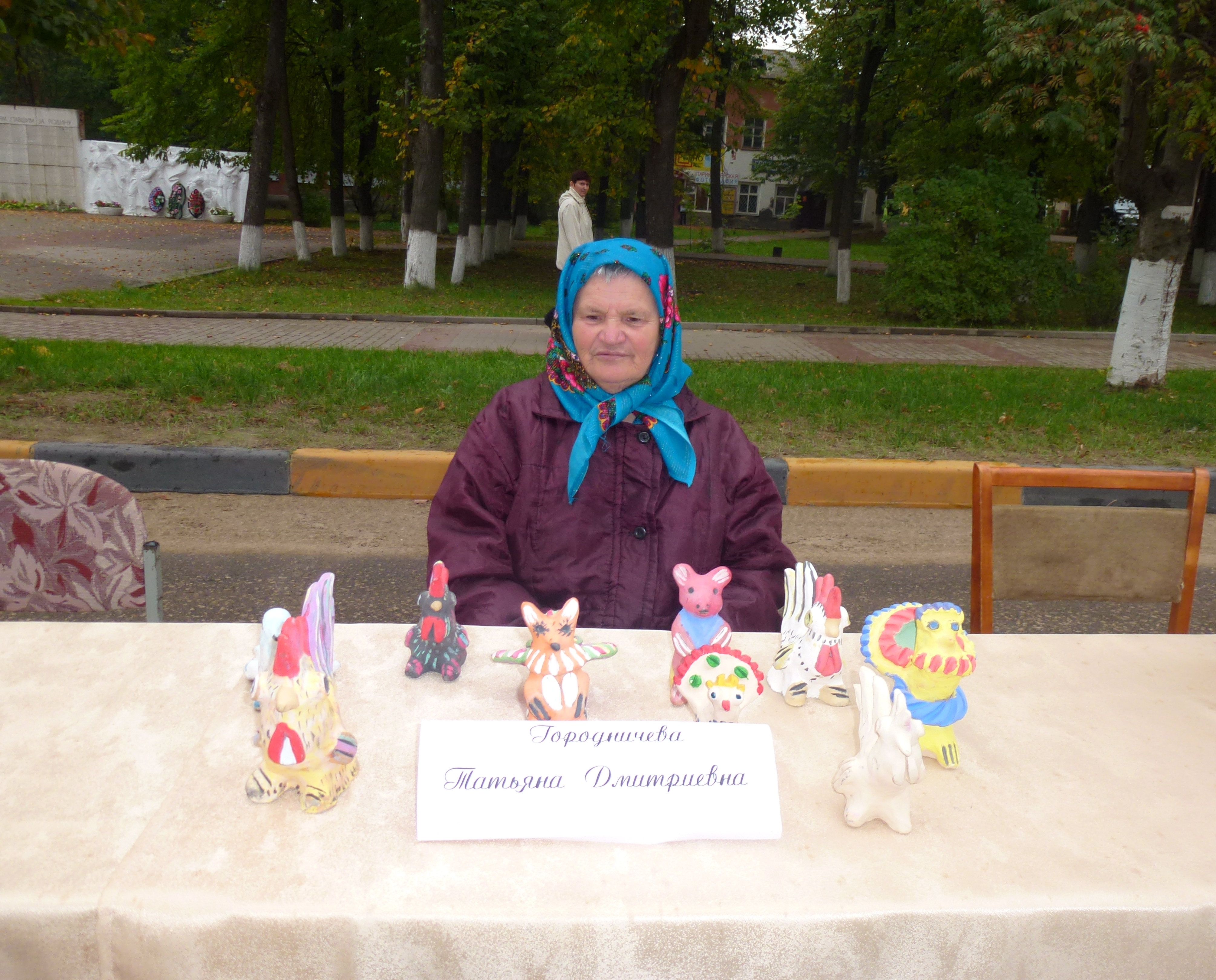
Хлудневская мастерица Татьяна Городничева

Хлудневская игрушка — русский художественный промысел в Калужской области. Своё название получил от деревни Хлуднево Думиничского района, где жили мастерицы, занимавшиеся этим ремеслом.

## История
Промысел игрушки известен с первой половины XIX века в среде местных гончаров, но ряд исследователей считает, что игрушки из обожженной глины здесь начали делать уже в начале XVII века.
Жителей деревни, занятых гончарным промыслом, называли в округе «хлудневские горшки». 
По данным Всесоюзной переписи мелкой промышленности 1929 года, в деревне Хлуднево Думиничского района из 130 домохозяйств в 76 занимались гончарным производством.
Как правило, мастера работали семейно, сдавая свои изделия перекупщикам или самостоятельно продавая её на базаре. Причём мужчины делали только посуду, а женщины лепили и расписывали игрушки различных видов: погремушки или «грематушки», свистульки — «соловьи», «сопелки», «гудухи».
Гончарный промысел в Хлудневе развивался до конца 1950-х годов. Мужчины возили свои изделия на рынки Сухиничей, Жиздры и Брянска, и благодаря глиняным игрушкам торговля у них шла гораздо лучше, чем у других горшечников и крыночников.
Но затем в колхозах ввели денежную оплату, выросла оплата по трудодням, и работать на ферме или на полевых работах стало выгоднее, чем заниматься гончарством. Да и спрос на глиняную посуду упал. Постепенно практическое занятие превратилось в хобби.
Но хлудневские женщины продолжали лепить свистульки и грематухи. Интерес к их творчеству родился в 1969—1971 годах, после публикаций в центральной прессе и участия во Всесоюзных выставках. О хлудневской игрушке узнала вся страна. Стали широко известны имена мастериц Марии Самошенковой, Татьяны Бубневой, Татьяны Романовой, Елены Манушичевой, Ксении Трифоновой, Аграфены Трифоновой, Татьяны Трифоновой, Марии Алхимовой, Анны Студницкой, Ксении Тасенковой, Татьяны Городничевой и других. 
В сентябре 1970 года на Всесоюзной выставке народных и самодеятельных художников хлудневская мастерица Анастасия Фёдоровна Гаврикова была награждена почётным дипломом. Её игрушки отмечены редакцией журнала «Декоративное искусство СССР».

## Хлудневская игрушка в настоящее время
Изготовлением хлудневской глиняной игрушки сейчас занимаются потомственные мастера в деревне Хлуднево, а также мастера в посёлке Думиничи, дети и внуки хлудневских мастеров в городе Калуге.
В Думиничской центральной районной библиотеке создана Музейная комната народных промыслов и ремёсел, где представлены образцы глиняной игрушки, именные грамоты и дипломы мастериц округи.
При Доме культуры Думинич работает кружок детского творчества, где обучают искусству создания игрушки из обожженной глины.

## Технология изготовления
Слепленные игрушки сохнут день-два на воздухе, затем их досушивают в печке, пока глина не станет светлой. В процессе обжига глина меняет свой природный цвет и становится бело-розовой, фоновый цвет хлудневской игрушки.

## Особенности хлудневской игрушки
Изделия хлудневских игрушечников отличает наивная простота, незатейливость росписи, некоторая грубоватость лепки.

## Роспись игрушек
Поначалу мастера игрушки не раскрашивали. Позже изделия стали расписывать мелом, сажей, синькой на молоке, отваром ольховой коры, настоем ржавого железа. Кисточками служили кусочки льняной кудели, соломинки и прутики, размозженные на конце. 
Со второй половины XIX века мастерицы используют яркие фабричные краски. 
Расписывают хлудневские игрушки не целиком, а только отдельные детали: перья птиц, очертания и части туловища животных. Характерны разноцветные полоски, чередующиеся с полосками натурального фона глины. Широко распространены разнообразные ромбы, знаки неба, жизни, солнца.
Используют в основном яркие цвета: красный, малиновый, зелёный.